# Marienkapelle (Schwäbisch Hall)

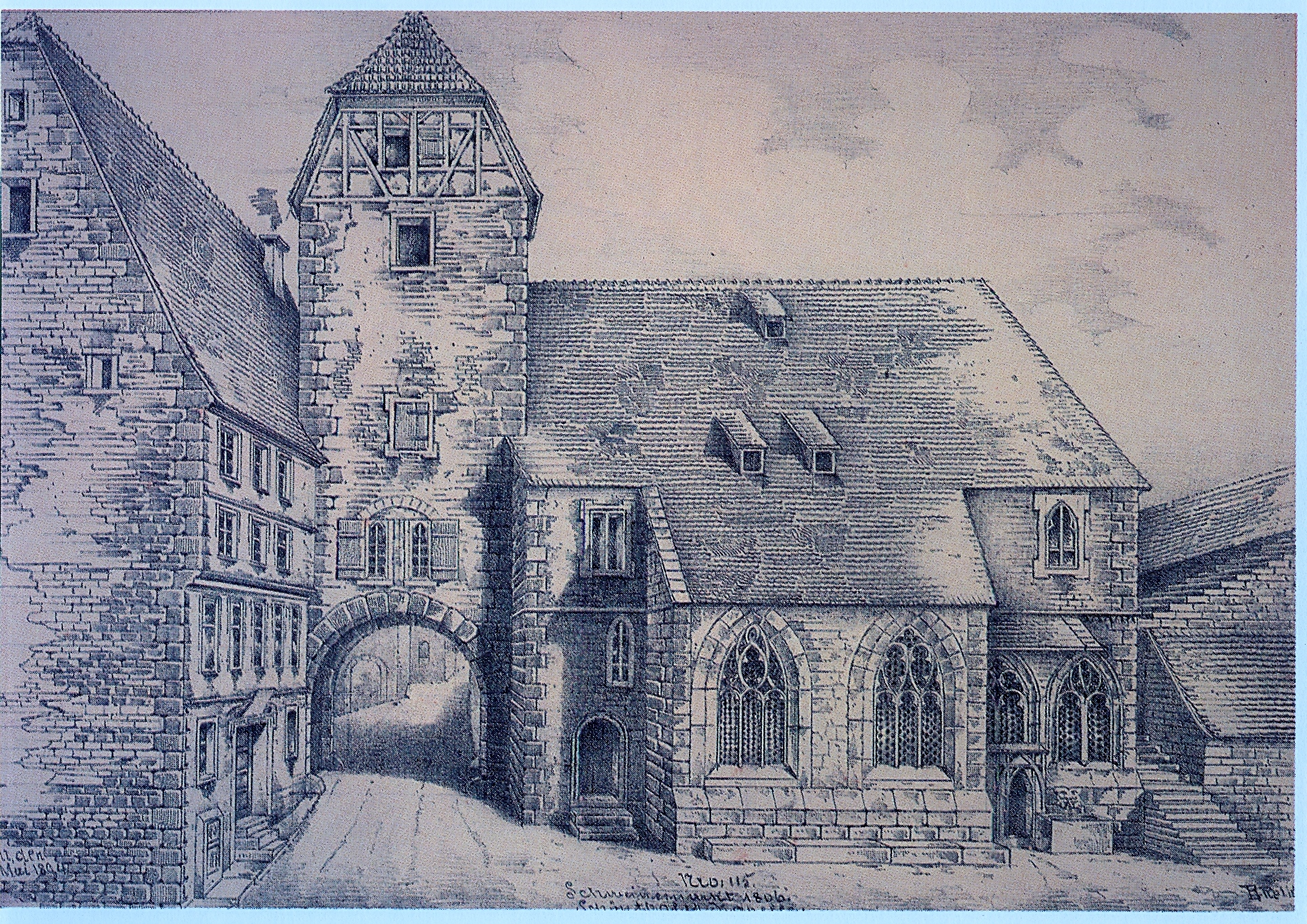
Schwäbisch Hall, Haus von der Stetten (links) Stätt-Tor (Mitte) und Marienkapelle vom Kloster Schöntal – auch Schöntaler Kapelle.

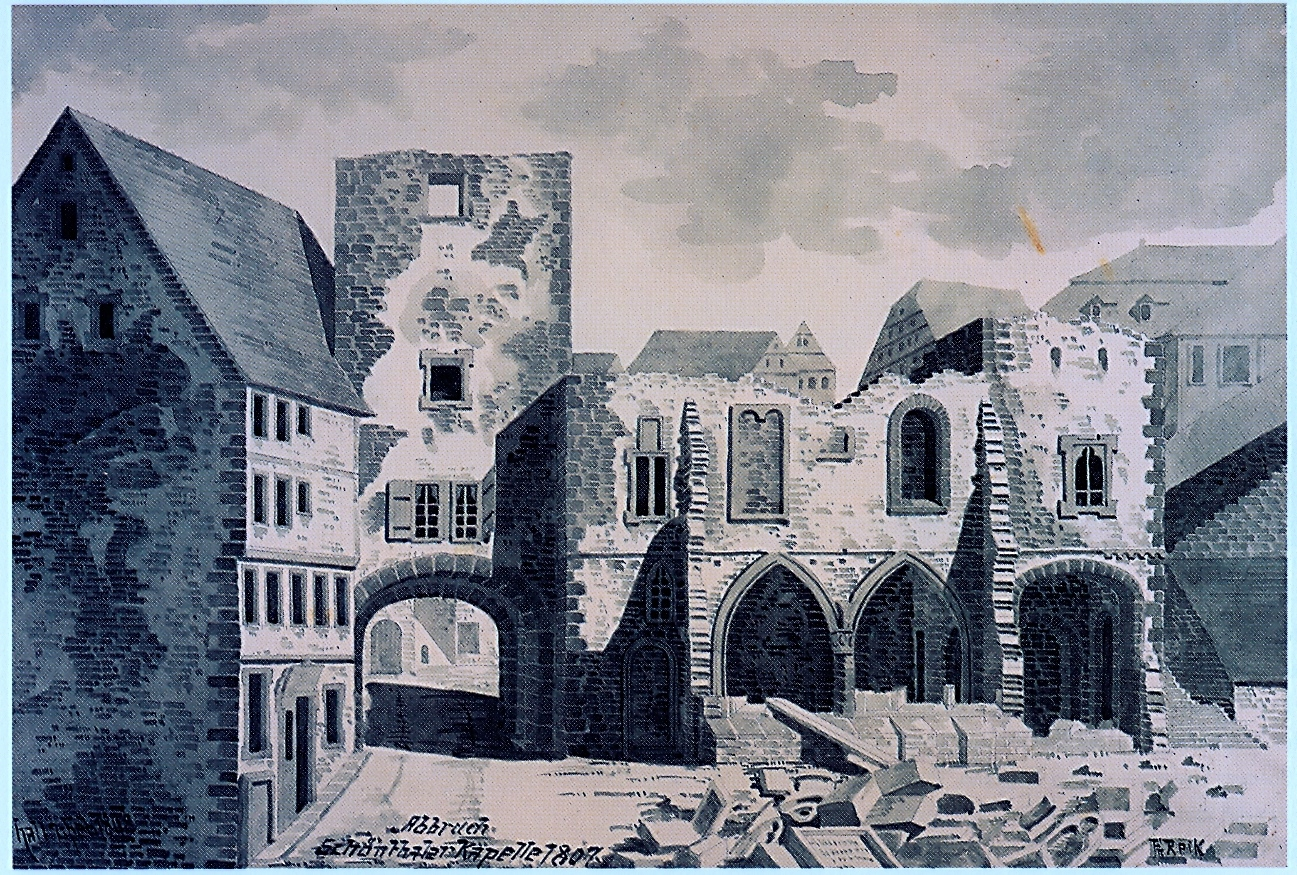
Abbruch 1807

Die Marienkapelle oder Schönthaler Kapelle war ein Sakralbau am Säumarkt 12 in Schwäbisch Hall.

## Beschreibung
Die Kapelle wurde urkundlich erstmals 1296 erwähnt. Sie befand sich östlich vom „Stätt-Tor“ (oder auch „Städtthor“ bzw. „Inneres Gelblinger Tor“) und wurde vom Kloster Schöntal erbaut. 1362 erhielt sie reiche Stiftungen von den Senft und den Bachenstein. Um 1500 wurde sie nach Süden im Stil der Spätgotik erweitert. Aus dieser Bauphase stammen die spätgotischen Maßwerkfenster.  Sie wurden von den Katholiken als Gotteshaus verwendet, bis 1718 die Stadt den gesamten Schönthaler Hof erwarb. Der massive Bau des Komplexes hielt 1728 den großen Brand von der Gelbinger Vorstadt ab. 1808 wurde der Schönthaler Hof zusammen mit der Marienkapelle auf Befehl der württembergischen Regierung abgebrochen, an ihrer Stelle wurde das Württembergische Wachhaus errichtet. Die südliche Außenwand mit den spätgotischen Fenstern stimmten stilistisch mit dem Chor von St. Michael überein. Beim Abbruch der südlichen Außenwand mit den Maßwerkfenstern wurden die romanischen Bauteile entdeckt.